# Oldenhorn
L'Oldenhorn (3.132 m s.l.m. - in francese Becca d'Audon) è una montagna delle Alpi di Vaud nelle Alpi Bernesi.

## Descrizione
La montagna si trova in Svizzera tra il Canton Vallese, il Canton Berna e il Canton Vaud. Appartiene al massiccio dei Diablerets.